# Badanie panelowe
Badanie panelowe – rodzaj analizy trendu w badaniach socjologicznych polegający na kilkukrotnych pomiarach tych samych jednostek analizy (osób, organizacji) w celu określenia dynamiki zmian badanych cech oraz ich wyjaśnienia. 
Dla wyjaśnienia zmian istotne jest, aby danemu badaniu poddane były zawsze te same osoby lub zbiorowości, co jest jednocześnie ograniczeniem możliwości zastosowania tego typu badań – nie można w ten sposób badać zmian składu osobowego populacji, ani ich jakościowo nowych cech.
Dla opisu zmian w czasie stosuje się:
- tabele czteropolowe dla 2 pomiarów jednej zmiennej,
- tabele panelowe dla cech wielowartościowych,
- tabele panelowe dla pomiarów ponad dwukrotnych,

Aby wyjaśnić zmiany, konfrontuje się zmienne w kolejnych tabelach z cechami (zmiennymi modyfikującymi), które zmieniły się tylko w przypadku części badanej populacji.